# Erik Dahlin
Erik Axel Dahlin, född 28 april 1989 i Trollhättan, är en svensk före detta fotbollsmålvakt. Dahlin har spelat tre matcher i J-18-landslaget. Han är yngre bror till målvakten Johan Dahlin. Deras far är Stefan "Tarzan" Dahlin, verksam som målvakt i bland annat IF Elfsborg och IK Oddevold under 1980-talet.

## Karriär
Erik började sin karriär i Halvorstorps IS i Trollhättan som är hans moderklubb. Det är oklart vilket år (2003 eller 2004) han gick till Trollhättans FK som mittback men Dahlin skolades om till målvakt och flyttade 2005 till IFK Göteborg. Han var med i truppen som reservmålvakt när laget tog SM-guld 2007. Under 2008 var Dahlin utlånad till Västra Frölunda IF i Division 1 södra och under 2009 utlånad till FC Trollhättan i Superettan. Dahlin gjorde allsvensk debut 15 augusti 2010 då han blev inbytt i en match mot Helsingborg efter att förstamålvakten Markus Sandberg blivit utvisad.
I juni 2014 blev det klart att Dahlin återvände till Sverige och FC Trollhättan, där hans far för övrigt var målvaktstränare. I januari 2015 skrev han på för IK Oddevold. I november 2015 blev det klart att Dahlin skulle återvända till IFK Göteborg på ett kontrakt som sträcker sig över två år.
Den 30 juli 2019 värvades Dahlin av division 1-klubben Ljungskile SK.